# Mikage Residence Tower
La Mikage Residence Tower (御影タワーレジデンス) est un gratte-ciel résidentiel construit à Kōbe de 2007 à 2010. Elle mesure 170 mètres de hauteur dans sa partie la plus haute, comprend 502 appartements pour une surface de plancher de 64 006 m2.
À son achèvement c'était le plus haut immeuble de Kōbe. Il a été dépassé en 2013 par la City Tower Kobe Sannomiya
L'immeuble a été conçu par la société Takenaka Corporation.